# Protestantyzm w Salwadorze
Protestantyzm w Salwadorze zyskuje coraz więcej zwolenników. Choć katolicyzm jest w tym kraju nadal religią dominującą, obserwuje się obecnie gwałtowny rozwój wyznań protestanckich. W 2008 r. według Międzynarodowego Raportu Wolności Religijnej protestanci stanowili 27,6% społeczeństwa Salwadoru. Według Pew Research Center w 2010 roku w Salwadorze było ponad 2,2 miliona protestantów i stanowili 35,7% populacji. Pierwsi misjonarze protestanccy, wysłani przez Centralną Misję Amerykańską, przybyli do Salwadoru w latach 90. XIX wieku. Dzisiaj, bezpośrednio pod misję podlega 150 zborów z 13 tysiącami wyznawców.
Do najlepiej rozwijających się wyznań protestanckich w kraju należą zielonoświątkowcy (Zbory Boże). Dobry wskaźnik rozwoju odnotowują także metodyści, prezbiterianie i adwentyści dnia siódmego. Według Operation World największe nurty stanowią: ruch zielonoświątkowy (23,5%), baptyzm (ok. 4%) i adwentyzm (2,8%).
Misjonarze Kościoła Adwentystów Dnia Siódmego dotarli do tego kraju w 1915 r. Obecnie w Salwadorze żyje 188 tysięcy adwentystów. Kościół adwentystyczny posiada własną radiostację UKF („La Voz del Evangelio Eterno”) nadającą z San Salvadoru (stolicy kraju) jak również placówki oświatowe i szkoły.

## Kościoły protestanckie w Salwadorze
Największe kościoły w kraju, w 2010 roku, według Operation World:
| Kościół                                   | Liczba członków | Liczba wiernych | Procent ludności |
| Zbory Boże                                | 139 000         | 315 000         | 5,09%            |
| Międzynarodowa Misja Chrześcijańska Elim  | 142 857         | 200 000         | 3,23%            |
| Kościół Księcia Pokoju                    | 90 000          | 198 000         | 3,2%             |
| Kościół Adwentystów Dnia Siódmego         | 102 000         | 170 340         | 2,75%            |
| Kościół Ewangeliczny Apostołów i Proroków | 75 000          | 166 500         | 2,69%            |
| Konwencja Baptystyczna                    | 69 000          | 153 180         | 2,47%            |
| Kościół Boży (Cleveland)                  | 45 000          | 112 500         | 1,82%            |
| Zjednoczony Kościół Zielonoświątkowy      | 40 000          | 100 000         | 1,61%            |
| Synod Luterański Salwadoru                | 9664            | 69 000          | 1,11%            |
| Kościół Ameryki Środkowej                 | 24 000          | 53 280          | 0,86%            |